# Málkov (Ústí nad Labem)
Málkov é uma comuna checa localizada na região de Ústí nad Labem, distrito de Chomutov.